# Chapelle prieurale de Tresséroux
La chapelle prieurale de Tresséroux, ou des Trois sœurs, est une chapelle catholique située aux Lèches, en France. C'est le seul édifice subsistant d'un ancien prieuré.
Elle fait l'objet d'une protection au titre des monuments historiques.

## Localisation
La chapelle est située dans le département français de la Dordogne, dans le village des Lèches.

## Historique
Le nom de Tresséroux viendrait de Trois sœurs, Tres sorores. Ce nom pourrait venir de trois sources qui se trouvent à quelques dizaines de mètres de la chapelle. Une légende dit que Maximira, abbesse de Ligueux, a inauguré le prieuré accompagnée par ses deux sœurs, les religieuses Eudoxie et Alsmodie.
La chapelle des Trois sœurs appartenait à un prieuré de bénédictines rattaché à l'abbaye de Ligueux. Elle a dû être construite vers 1130. « Trium sororum prioratus » est attesté dès l'an 1245 dans une bulle papale. Elle est dédiée à Saint-Thomas. Le prieuré était implanté dans une solitude boisée, appelée en 1302, « foresta dicta de Tribus sororibus », dans la paroisse des Lèches, dans la châtellenie de Mussidan, en bordure du chemin reliant les castra de Mussidan et de Bergerac
Les Lèches dépendent de Mathe de Valbegon, dame de Las Leschas, qui rend hommage au comte de Périgord à la fin du XIVe siècle et en 1400. Un acte du 27 juin 1303 indique que les 3/4 de la forêt des Trois sœurs appartiennent au comte de Périgord et le quart au seigneur de Mussidan qui y détient aussi la justice. En 1301, le prieuré de Tresséroux y possédait la basse justice alors que le seigneur de Mussidan y avait conservé la haute justice.
Le prieuré a atteint une certaine importance au XIVe siècle. En 1363, « Tres Serrouxs »  est devenu un petit centre paroissial rural.
Deux de ses prieurs sont connus : Guilhelma de Ferrières, en 1301, Placentia de Faugeyrac, en 1472.
Pendant la visite canonique de 1688, « Saint-Thomas des Trois-Sœurs » est notée comme n'ayant pas de prêtre et que les murs mencent ruine. Le prieuré a été affermé à plusieurs reprises, en 1714, 1724 et 1789.
Le prieuré est vendu comme bien national en 1793. La chapelle tombe en ruine en 1857 comme l'écrit le maire des Lèches et l'architecte Cocula de Périgueux demande son classement en 1931.
En 1997 est créée l'« Association des Amis de la Chapelle de Tresséroux » qui s'est donné pour but la restauration de la chapelle Saint-Thomas. Les travaux de restauration ont été terminés en 2002. Elle a été recouverte de graffitis en février 2022.

## Protection
L'édifice est classé au titre des monuments historiques le 16 décembre 1982.

## Architecture
Le plan de la chapelle est rectangulaire à nef unique et à deux travée inégales, de 7,5 m de largeur, par 17 m de long.

## Galerie de photos

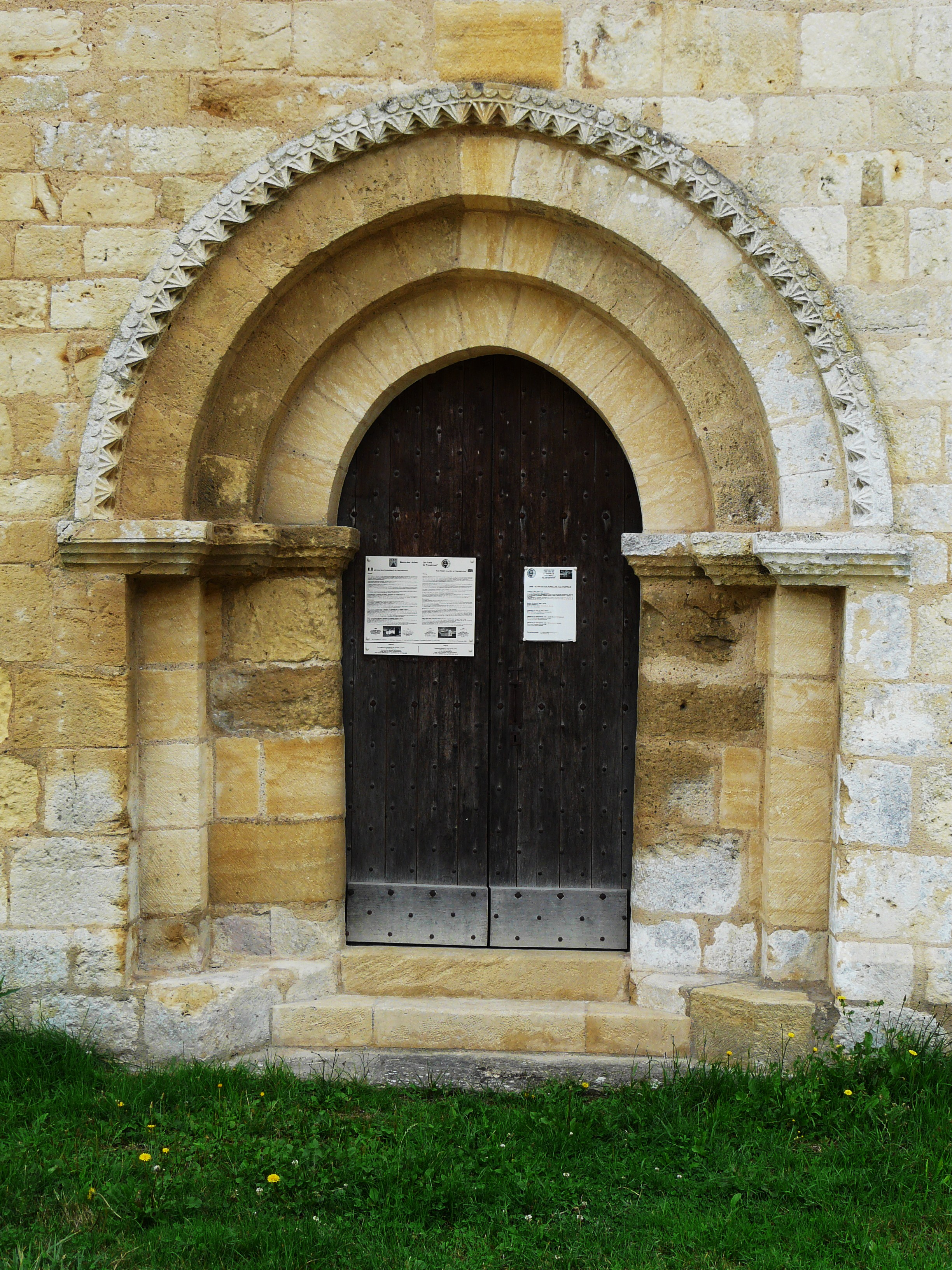
Portail de la chapelle